# Коленкур, Огюст Жан-Габриэль де
Огюст Жан-Габриель де Коленкур (фр. Auguste Jean-Gabriel de Caulaincourt; 16 сентября 1777, Коленкур, Франция — 7 сентября 1812, Бородино, Российская империя) — генерал Наполеоновской армии, убит в Бородинском сражении.

## Биография
Огюст Жан-Габриель де Коленкур родился 16 сентября 1777 года в родовом поместье Коленкур. 14 июня 1792 года поступил на службу в королевский кирасирский полк, после Великой Французской революции перешёл на сторону восставших и служил в 12-м драгунском полку и затем в 1-м карабинерном и 21-м драгунском полках, в последнем был произведён в капитаны.
В 1799 году сражался под начальством генералов Клейна и Мортье в Швейцарии против войск Суворова, отличился в сражении при Штокахе и в сражении при Мутене был ранен пикой. В 1800 году Коленкур, в должности командира эскадрона 1-го драгунского полка, с отличием сражался в Италии и был дважды ранен: при Веде-Лаго и при Маренго.

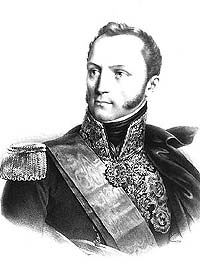
Генерал де Коленкур

В кампании 1805 года с отличием сражался против русских войск под Аустерлицем и был награждён большим крестом ордена Почётного легиона, 10 августа 1806 года был произведён в бригадные генералы.
В 1808 году Огюст Жан-Габриель де Коленкур участвовал в действиях французов на Пиренейском полуострове, а в 1809 году совершил 8 августа, во главе двух драгунских полков, замечательную переправу через реку Тахо под убийственным огнём значительно превосходящего в силах неприятеля и заставил союзные англо-испанские войска отступить. За отличия в Испании ему было 19 марта 1808 года даровано баронское достоинство Французской империи и 7 сентября 1809 года чин дивизионного генерала, тогда же Коленкур был назначен командующим кавалерией 8-го корпуса.
Во время похода 1812 года в Россию Коленкур был начальником главной квартиры Наполеона, а во время Бородинского сражения сменил на посту командира 2-го кавалерийского корпуса убитого генерала Монбрена, однако и сам погиб при атаке батареи Раевского и позиций русской 24-й пехотной дивизии. В воспоминаниях французских участников Бородинской битвы существует сразу несколько версий гибели Коленкура.
Из воспоминаний адъютанта Наполеона генерала Раппа: «…Оставался лишь один окоп, обстреливавший нас с фланга и сильно нам мешавший. Резерв, только что овладевший одним окопом, решил, что может справиться и с другим. Двинулся вперёд Коленкур, сея издали смятение и смерть. Он внезапно обрушился на редут и овладел им. Но один солдат, спрятавшийся в амбразуре, убил его наповал. Он почил сном храбрецов и не был свидетелем наших злоключений…».
В 18-м бюллетене Наполеона из Можайска значится: «Дивизионный генерал граф де Коленкур, командовавший 2-м кавалерийским корпусом, во главе 5-го кирасирского полка, ворвался через горжу в левый редут. С этого момента битва была выиграна… Граф Коленкур, блестяще выполнив свою задачу…, пал сражённый ядром… Славная и достойная зависти смерть!».
По третьей версии, его дивизия атаковала батарею Раевского с юга и Коленкур был убит одним из последних выстрелов из неё перед её падением. Саксонские участники сражения утверждали, что кирасиры Коленкура атаковали батарею с севера и были отбиты, при этом среди убитых был и Коленкур, а батарею захватили двигавшиеся следом саксонские кавалеристы. По мнению Владимира Земцова, сопоставившего десятки документов и мемуаров участников битвы, Коленкур во главе двух кавалерийских полков сумел обойти батарею, пока остальные части пытались отрезать её от контратаковавшей русской пехоты, и ворвался в неё. Однако защитники батареи отчаянно сопротивлялись и после кровавого боя внутри редута французы были выбиты оттуда, Коленкур при этом убит пулей или картечью. Примерно через 10-15 минут на батарею ворвались саксонские кавалеристы, добившие немногих уцелевших её защитников, а за ними французская пехота, закрепившая этот успех, что и завершило сражение за неё.
Имя Коленкура впоследствии было выбито на Триумфальной арке в Париже.
Его старший брат, Арман де Коленкур, оставил после себя мемуары о походе в Россию в 1812 году, в период «Ста дней» был министром иностранных дел Франции.